# Бромо-Тенгер-Семеру
Бромо-Тенгер-Семеру (индон. Taman Nasional Bromo Tengger Semeru) — национальный парк, расположенный в провинции Восточная Ява (Индонезия).

## Описание
Парк был основан 14 октября 1982 года. Он имеет площадь 502,76 км², управляется Министерством окружающей среды и лесного хозяйства. Перепад высот — от 750 до 3676 метров над уровнем моря, средняя высота около 2100 метров. В 2007 году парк посетили 61 704 человека. Административно парк разделён между округами Лумаджанг, Проболинго, Пасуруан и Маланг.
Парк является единственной природоохранной территорией Индонезии, где имеется эрг (песчаное море), который являлся самостоятельной охраняемой территорией ещё с 1919 года. Как явствует из названия, «жемчужинами» парка являются кальдера древнего вулкана Тенгер, из которого поднялись пять новых вулканических конусов, самый примечательный из которых — Бромо (2329 м); и вулкан Семеру (3676 м) — самая высокая гора острова Ява и третья по высоте гора страны. Также на территории парка расположены другие горы высотой до 3035 метров (Кеполо), четыре озера и 50 рек, есть водопады, пещеры, почитаемые аборигенами как святые; храмы, деревни и рисовые поля.

### Флора и фауна
Флора
Флора парка, насчитывающая 1025 видов, заметно различается в зависимости от высотного пояса.

Зона предгорий (750—1500 м — юг, восток и запад Семеру) является влажным тропическим лесом. Там преобладают семейства буковые, тутовые, анакардиевые, стеркулиевые, мареновые, ароидные, злаки и имбирные; роды каламус, перец, костенец и бегония. Также в этом поясе произрастает 226 видов орхидей.

В зоне гор (1500—2400 м) количество растений заметно уменьшается, большинство из них являются так называемыми «пионерными видами». Тем не менее здесь можно встретить низкорослые деревья видов Casuarina junghuhniana, Vaccinium varingifolium, Paraserianthes lophantha и акация низбегающая (Acacia decurrens). Среди трав и цветов распространены виды Anaphalis javanica, императа цилиндрическая и центелла азиатская; роды Pteris и Themeda

В суб-альпийской зоне (2400—3676 м) встречаются Vaccinium varingifolium, Casuarina junghuhniana, Paraserianthes lophantha и Anaphalis javanica. На горе Семеру растительная жизнь отсутствует выше отметки 3100 метров, так как почва там представляет собой рыхлый каменистый песчаник.
Фауна
Фауна Бромо-Тенгер-Семеру для такой территории сравнительно бедна. Здесь обитают 130 видов птиц (27 из них охраняются законом), 22 вида млекопитающих (15 из них охраняются законом) и 4 вида рептилий. Среди наиболее примечательных животных парка птицы индийский перепелятник, зелёный павлин, яванская альциона и браминский коршун, олень гривистый замбар, волк Cuon alpinus sumatrensis, обезьяна макак-крабоед, кошачьи мраморная кошка и яванский леопард, панголин яванский ящер.

### Аборигены
Парк и территория вокруг него населена народом тенгеры — одной из нескольких заметных индуистских коммун, оставшихся на острове Ява до наших дней. Их верования и образ жизни претерпели не сильные изменения со времён существования здесь королевства Маджапахит (1293—1520 гг.) Тенгеры верят, что являются прямыми наследниками этой империи, и были изгнаны в эти горы в XIX веке в связи с массовым наплывом мусульман с острова Мадура.

## Галерея

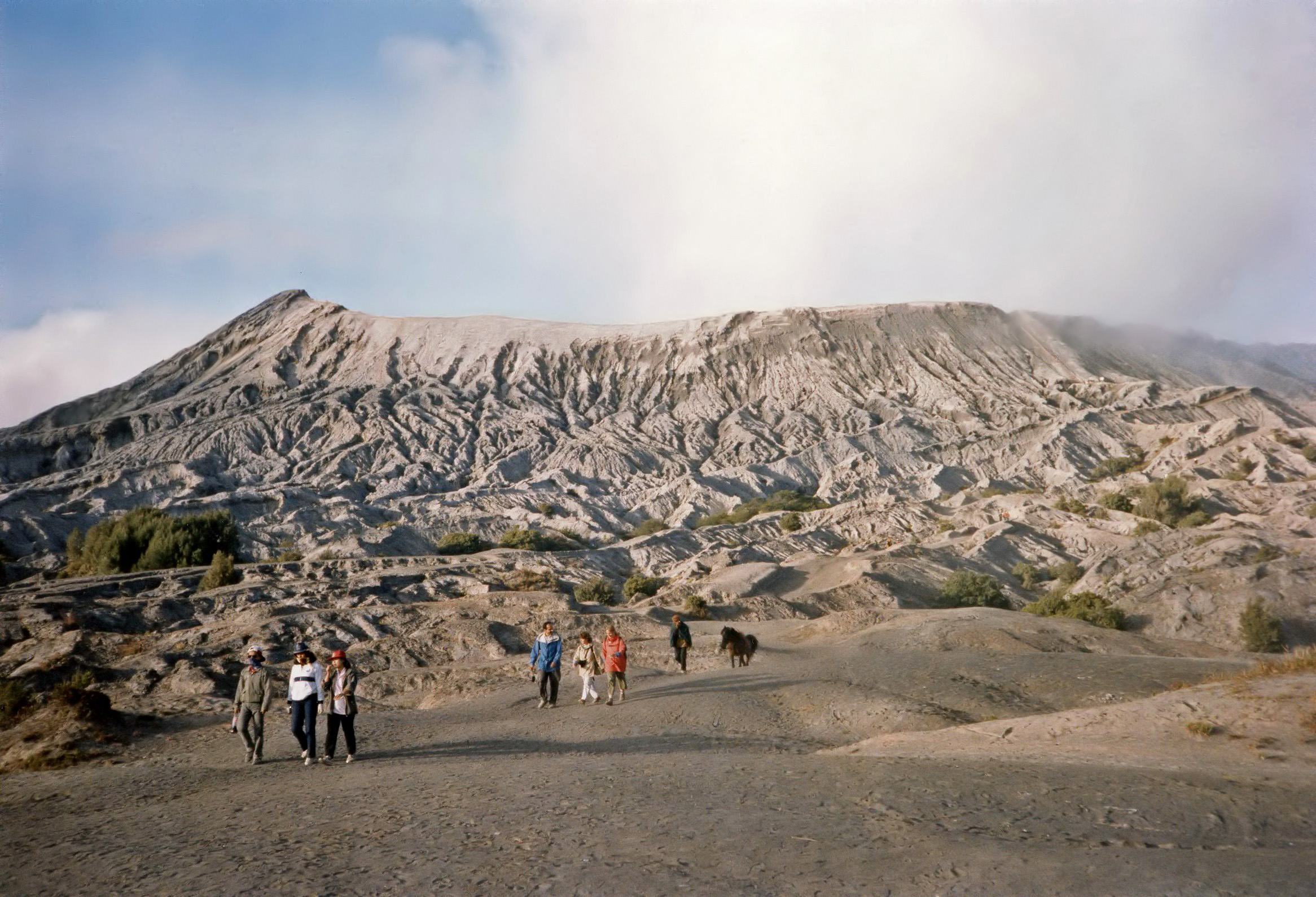
Песчаное море, на заднем плане — вулкан Бромо.
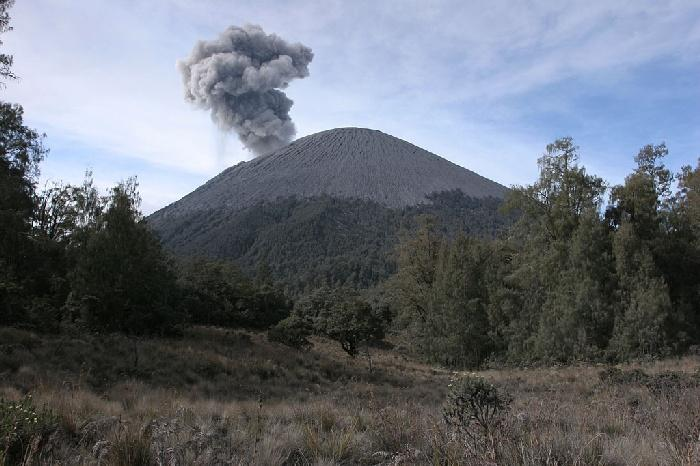
Вулкан Семеру
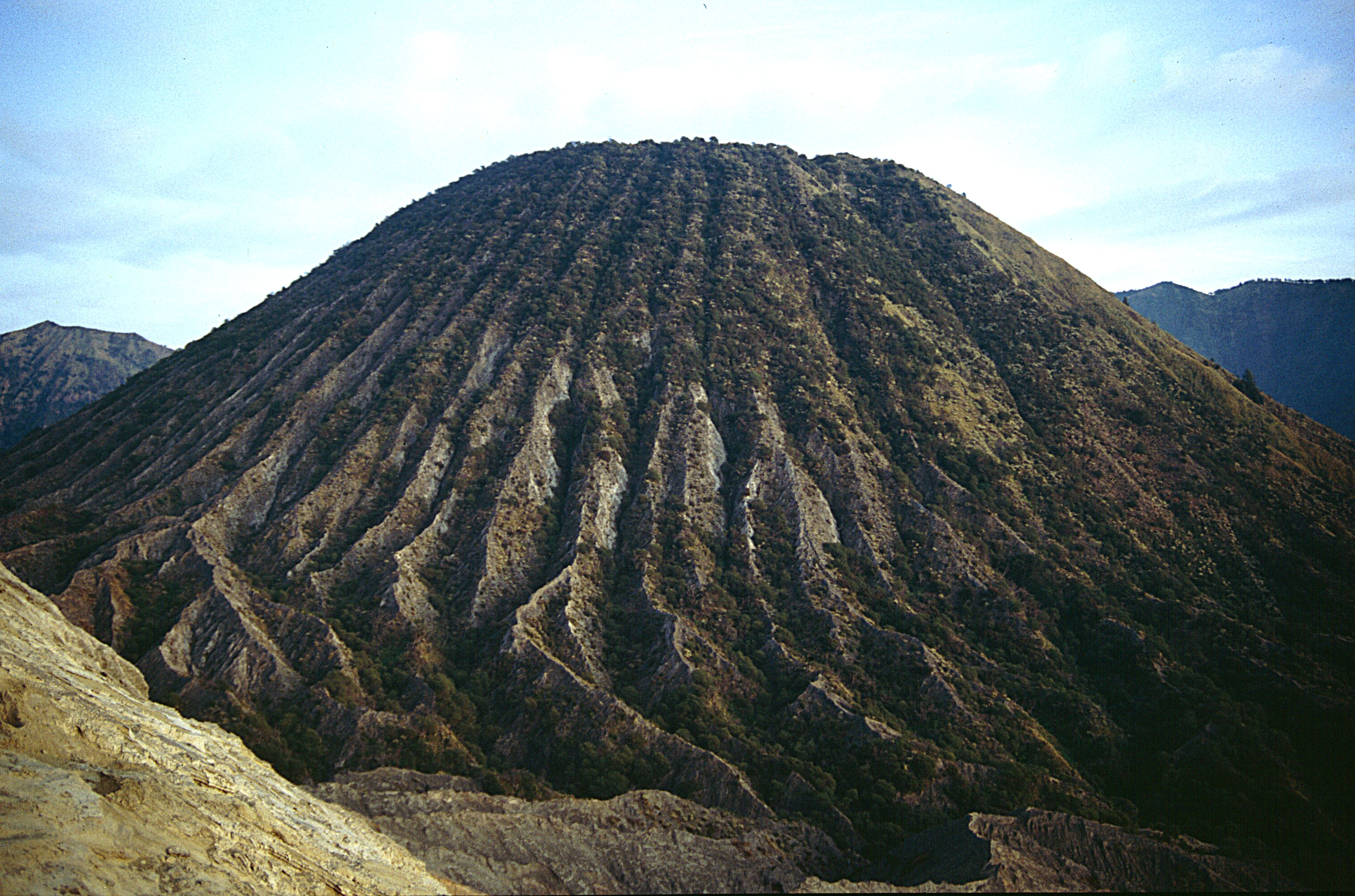
Гора Баток
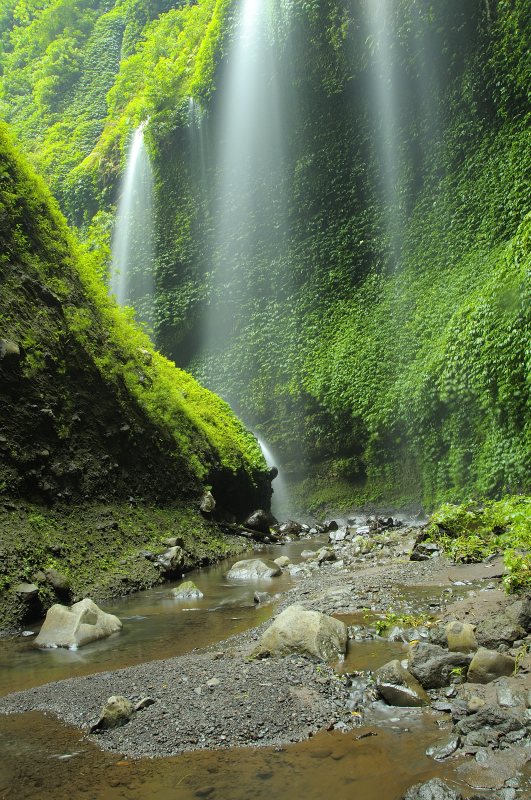
Водопад Мадакарипура
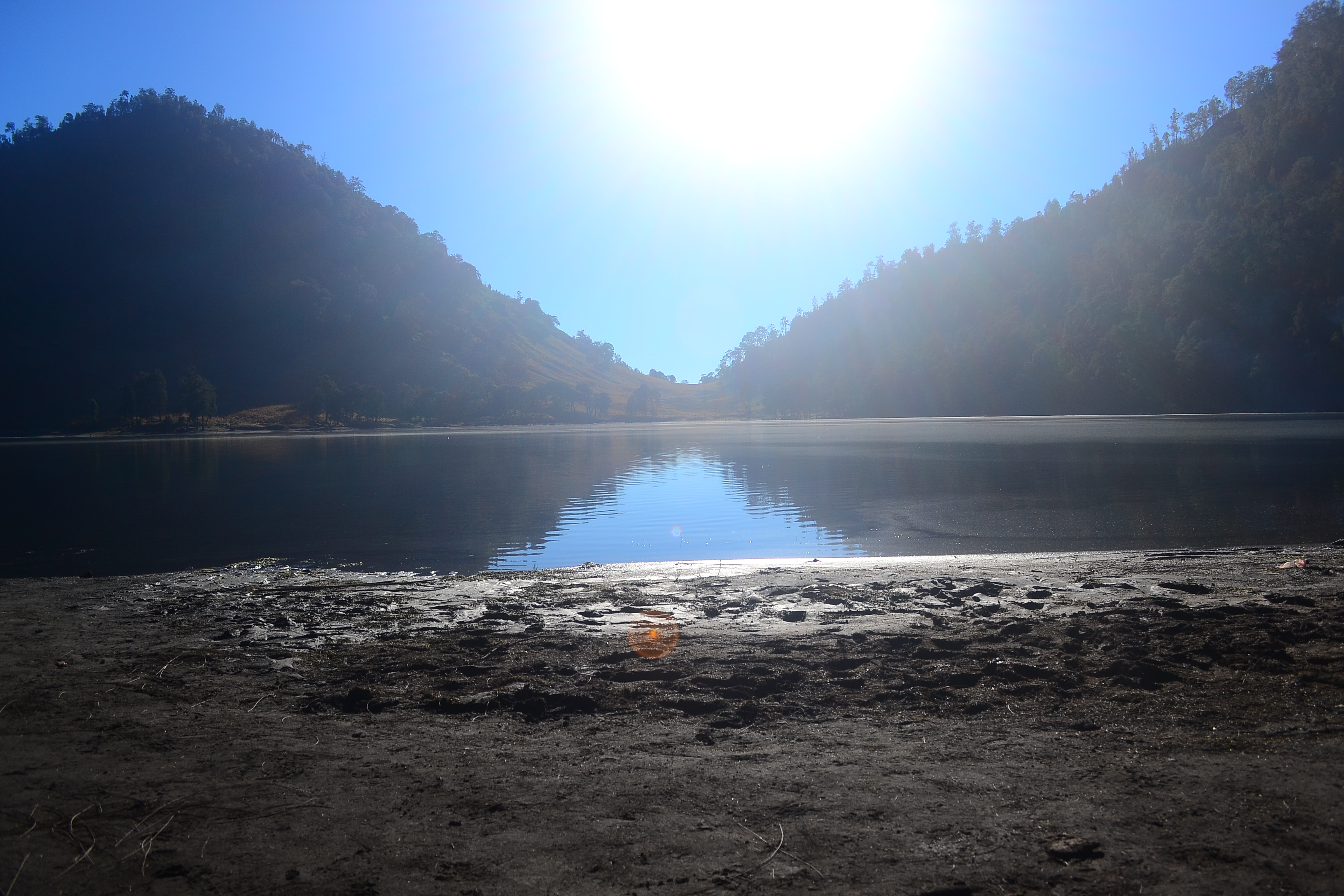
Озеро Кумболо
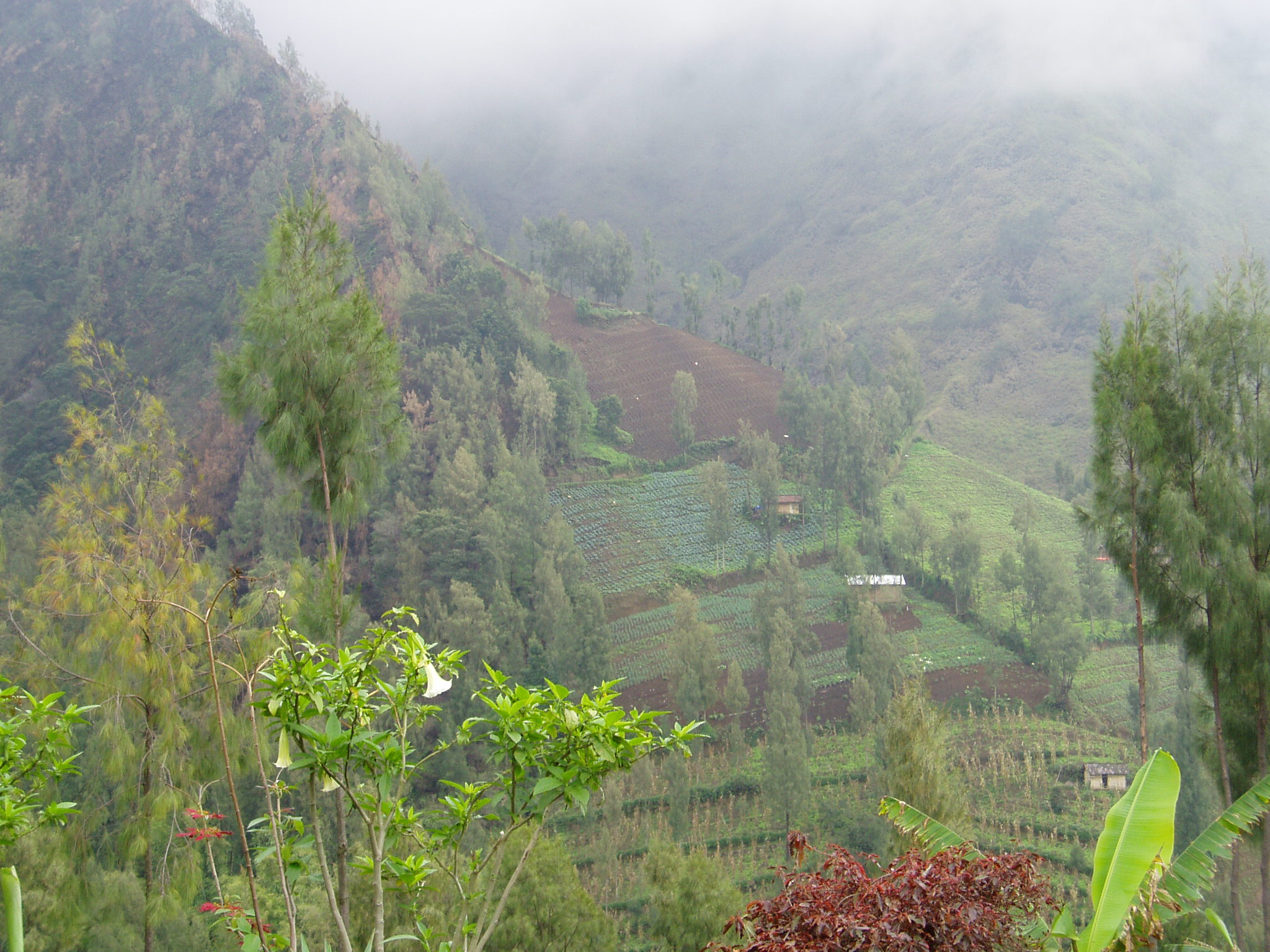
Деревня тенгеров